# Sévigny
Sévigny is een gemeente in het Franse departement Orne (regio Normandië) en telt 337 inwoners (2004). De plaats maakt deel uit van het arrondissement Argentan.

## Geografie
De oppervlakte van Sévigny bedraagt 7,7 km², de bevolkingsdichtheid is 43,8 inwoners per km².
De onderstaande kaart toont de ligging van Sévigny met de belangrijkste infrastructuur en aangrenzende gemeenten.

## Demografie
Onderstaande figuur toont het verloop van het inwonertal (bron: INSEE-tellingen).